# Paul Morphy
Pour les articles homonymes, voir Morphy.
Paul Morphy, né Paul Charles Morphy le 22 juin 1837 à La Nouvelle-Orléans où il est mort le 10 juillet 1884, est un joueur d’échecs américain.
Jeune prodige des échecs, Morphy connaît une ascension échiquéenne fulgurante. Pendant deux années, vers l’âge de vingt ans, il défait tous les meilleurs joueurs d’échecs de l’époque, d'abord les américains puis les européens. Par la suite, il renonce à jouer et tente de faire carrière en droit, sans succès car, antiesclavagiste, il refuse de s’enrôler lors de la guerre de Sécession.
Au total, Paul Morphy a joué 227 parties d’échecs en compétition, avec un score d'environ 87 % de victoires.
Morphy est considéré comme le premier joueur d’échecs moderne. Il avait en effet une conscience positionnelle intuitive du jeu. Les commentateurs s'accordent à dire qu'il était en avance sur son temps en tant que joueur d'échecs, bien qu'ils soient en désaccord sur le niveau de son jeu, comparé à ceux des joueurs modernes qui l'ont suivi. Sa brillante carrière s'étant rapidement achevée, il a parfois été qualifié de « la fierté et le chagrin des échecs » ou d'« étoile filante des échecs » parce qu'il s'est retiré du jeu alors qu'il était encore jeune.
Il existe un seul problème d'échecs connu de Paul Morphy, qu’il créa alors qu’il était âgé de moins de dix ans. Il a également laissé à la postérité une partie célèbre, qui fut surnommée la partie de l'opéra.

## Biographie

### Jeunesse
Paul Morphy naît le 22 juin 1837, au 1113 Chartres Street, dans une riche famille de La Nouvelle-Orléans en Louisiane. Son père, Alonzo Michael Morphy, qui est d'origine irlandaise et espagnole, est spécialisé en droit, devenant tour à tour avocat, state legislator, attorney general de la Louisiane et juge à la Cour suprême de la Louisiane. La mère de Paul, Louise Thérèse Félicité Thelcide Le Carpentier, est une musicienne talentueuse née dans une famille créole française connue en Louisiane. Il vit son enfance dans un milieu cultivé où la musique côtoie les échecs lors des rencontres familiales du dimanche.

### Débuts aux échecs
Selon son oncle, Ernest Morphy, personne n’a jamais montré à Paul comment jouer aux échecs. Il a écrit que Paul a compris les règles en observant le déroulement des parties qui se jouaient à la maison. Ernest relate que Paul a mentionné, après avoir observé pendant plusieurs heures une partie de son père et son oncle, qu’il aurait dû gagner la partie. Tant le père que l’oncle sont surpris d’entendre une telle affirmation de la bouche d'un jeune enfant, car ils ne croyaient pas qu’il savait déplacer les pièces, encore moins qu'il connaissait la stratégie échiquéenne. Ils seront encore plus surpris lorsque Paul remettra les pièces sur l’échiquier, prouvant son affirmation.

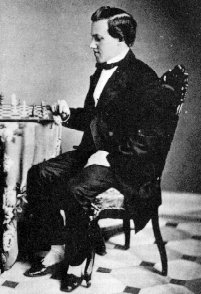
Paul Morphy devant un échiquier.

Après cet épisode, sa famille reconnaît son talent. Il le démontre ensuite en jouant dans différentes compétitions locales, ainsi que lors de réunions familiales, le dimanche. À l’âge de neuf ans, il est déjà considéré comme l’un des plus forts joueurs de La Nouvelle-Orléans.
En 1846, le général Winfield Scott visite la ville et désire affronter un fort joueur d’échecs pendant la soirée. Les échecs sont un passe-temps pour lui, et il se considère comme un bon joueur. Après le repas du soir, un échiquier est préparé et c'est Paul Morphy qui est présenté au général. Croyant à une blague de mauvais goût, il s’offusque. L'entourage lui assure que le garçon est un prodige des échecs. Le général accepte de jouer et Morphy le bat facilement deux fois de suite. Ces deux défaites face à un enfant mortifient l’ego du général, qui refuse de continuer à jouer et se retire pour la nuit.

### Premiers succès (1849-1850)
En 1850, à l’âge de douze ans, Morphy est capable à la fois de battre tous ses proches et de jouer à l’aveugle. Il rencontre tous les meilleurs joueurs de la région, ainsi que tous les maîtres de passage. C’est ainsi qu’il bat le maître hongrois Johann Löwenthal, un fort joueur de l'époque, alors en déplacement aux États-Unis pour des matches exhibitions.
Lors de la première partie, Löwenthal, qui croyait jouer une partie facile contre un enfant, se rend compte en jouant son 12e coup de la véritable force de son adversaire. Il ralentit en conséquence sa cadence de jeu, et chaque fois que Morphy fait un bon coup, Löwenthal sourcille d’effroi, d’une manière « comique », selon Ernest Morphy. Surpris par le talent du garçon, Löwenthal joue trois parties contre Morphy pendant son séjour à La Nouvelle-Orléans, toutes perdues.

### Éducation (1849-1857)

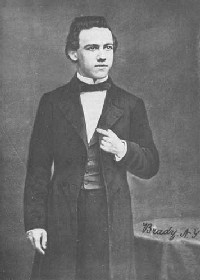
Paul Morphy en 1854

À l'automne 1849, Morphy s'inscrit à l'Académie Jefferson à La Nouvelle-Orléans. Après 1850, occupé par ses études, Morphy ne joue pratiquement pas[réf. souhaitée].
À la fin de l'année 1850, ses parents l’envoient au Spring Hill College (en) de Mobile en Alabama pour se préparer à des études juridiques. À la fin de ses études secondaires, il obtient son diplôme en 1854. Il y reste une année de plus, étudiant les mathématiques et la philosophie et reçoit un diplôme avec mention. Il est ensuite accepté en droit à l’université Tulane en 1855. Un an plus tard, alors âgé de 19 ans, le 7 avril 1857, il obtient son diplôme en droit qui est une Capacité en droit,.
Doté d’une mémoire exceptionnelle, il est dit que Paul Morphy connaissait par cœur le code civil louisianais,.

### Premier congrès américain d’échecs (New York, 1857)
Trop jeune pour exercer son métier, Morphy décide de se consacrer dans un premier temps aux échecs. Il reçoit une invitation à participer au premier Congrès américain d'échecs, qui se tient à New York à l’automne de 1857. Il décline initialement l’invitation, que son oncle Ernest le presse d’accepter. Morphy accepte finalement de jouer, à la condition de recevoir la bénédiction parentale. Il se rend à New York par bateau à vapeur et par train. Au congrès, il défait tous ses adversaires, dont Theodor Lichtenhein en demi-finale et le fort joueur allemand Louis Paulsen en finale.
Paul Morphy devint à vingt ans le premier champion des États-Unis. Pour cette raison, il est poussé à se mesurer aux meilleurs joueurs européens.

### Voyage en Europe et match contre Anderssen (1858)

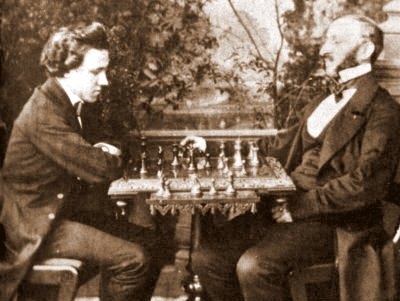
Match contre Johann Löwenthal (1858).

Encore trop jeune pour exercer le droit, Paul Morphy est invité à un tournoi d’échecs international se tenant à l’été 1858 à Birmingham. Il accepte le défi et se rend en Angleterre. Il ne participe pas au tournoi et joue des matches contre les meilleurs joueurs anglais, les battant tous sans exception. Le seul joueur qui refuse d’affronter Paul est Howard Staunton. Bien que ce dernier l'ait critiqué dans son journal et qu'il ait promis de l’affronter, Staunton trouve des subterfuges pour éviter la rencontre, alors que parfois il est présent dans la même pièce où joue Morphy et aurait pu se mesurer à lui.
Staunton a, peu après, été critiqué pour son refus d’affronter Morphy. À cette époque, il complétait une édition d’une intégrale de William Shakespeare, et jouait aussi en compétition. Staunton a lancé ensuite une campagne écrite dans son journal de façon à laisser croire que Morphy était la cause de cette situation, suggérant entre autres qu’il n’avait pas les fonds nécessaires pour répondre aux exigences financières d’un tel match. Pourtant, Morphy était si estimé que plusieurs groupes et plusieurs personnes riches étaient prêts à le financer sans réserve.
Durant les quelques mois où Morphy séjourne en Angleterre, il joue le plus souvent des parties à l’aveugle, et des parties en simultanée contre huit joueurs, qu’il gagne sans exception.

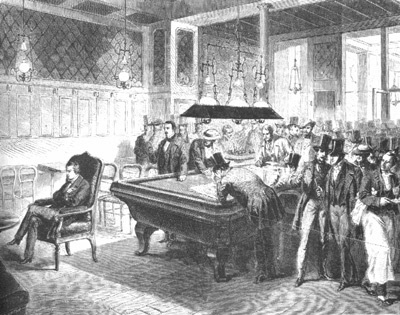
Paul Morphy lors d'une séance de simultanée à l'aveugle au Café de la Régence à Paris.

Recherchant de nouveaux adversaires, Staunton évitant toujours l’affrontement, Morphy traverse la Manche et se rend au Café de la Régence à Paris, haut-lieu des échecs français de l'époque. Il y joue un match contre Daniel Harrwitz, le meilleur joueur en France à l’époque. Un prix est versé au gagnant après 7 points. Morphy perd les deux premières parties et réagit avec calme, se rendant compte qu’il joue avec trop d’impétuosité. Il gagne la troisième, la quatrième, la cinquième, puis la sixième partie. Harrwitz demande alors une pause de huit jours pour cause de santé. Morphy accepte, à la condition de reprendre au rythme d’une partie par jour. À la reprise, il annule contre Harrwitz, puis gagne la huitième partie. À ce moment, Harrwitz demande une nouvelle pause, mais Morphy refuse. Harrwitz abandonne.
À Paris en 1858, Morphy attrape la grippe et souffre d’une forte fièvre. En accord avec la médecine de l’époque, il est traité à l’aide de sangsues, perdant beaucoup de sang. Tellement affaibli, il ne peut se tenir debout sans aide, et insiste pour jouer contre Adolf Anderssen, considéré comme le meilleur joueur européen du moment, lequel est venu expressément de Breslau, en Allemagne pour ce match. Malgré sa maladie, Morphy triomphe facilement (+7 =2 -2). Lorsqu’on questionne Anderssen sur sa défaite, il réplique qu’il manque de pratique, que Morphy est plus fort et qu’il l’a battu à la régulière. Anderssen a aussi affirmé que Morphy était le plus fort joueur connu, dépassant même La Bourdonnais.
Pendant cette période, Morphy joue la célèbre partie de l'opéra à l’Opéra de Paris en 1858 contre le duc Charles II de Brunswick (jouant en consultation avec le comte Isouard).
En France, comme en Angleterre et aux États-Unis, Morphy a joué des parties à l’aveugle contre huit joueurs à la fois.

### Retour triomphal aux États-Unis (1859)
En décembre 1857, le Chess Monthly affirme que « son génie, sa modestie et sa courtoisie l’ont rendu agréable à toutes les personnes rencontrées ».
David Lawson, un biographe de Morphy, a écrit qu'il est le « premier » joueur à être universellement appelé « Champion du monde des échecs ». Cependant, la plupart des historiens du jeu affirment que le premier championnat a eu lieu en 1886, et voient en Morphy un champion du monde « officieux ».
De retour en Angleterre au printemps de 1859, Morphy est fêté par les Anglais. À Londres, lors d’un banquet en son honneur, il est encore proclamé « Champion du monde ». Sa notoriété est telle que la reine Victoria souhaite le rencontrer en privé. Sa suprématie est reconnue de partout et il semble malaisé de jouer contre lui s’il n’a pas un handicap. Un match est alors organisé contre cinq maîtres, que Morphy doit affronter en simultanée : Jules Arnous de Rivière, Samuel Boden, Thomas Barnes, Johann Löwenthal et Henry Bird. Il gagne deux parties, en annule deux et perd l’autre.
Le 11 mai 1859, il rentre à New York et est couvert d’éloges par ses compatriotes. Des entreprises veulent utiliser son nom et des journaux demandent à ce qu’il rédige des articles. Il animera la rubrique échecs du New York Ledger (en) d'août 1859 à août 1860.

### Abandon des échecs

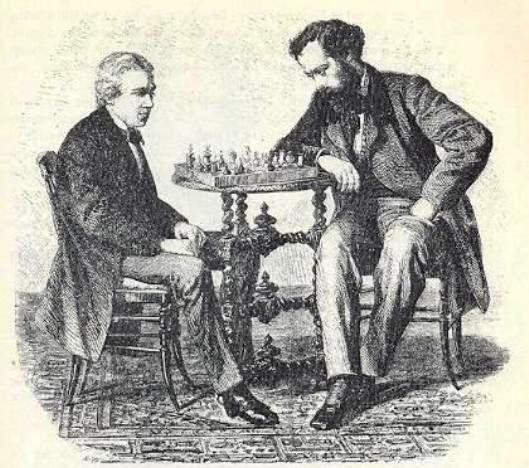
Morphy jouant avec son ami Jules Arnous de Rivière.

Morphy aurait alors déclaré qu’il ne jouerait plus de parties sans donner un pion et le trait à son adversaire (dans un match entre deux maîtres de même force, un pion suffit souvent à assurer la victoire). Après son retour à la maison, il se retire de la compétition et joue très peu en public.
Il se concentre alors sur sa carrière en droit. Malheureusement, il ne peut commencer, car la guerre civile américaine éclate en 1861 et perturbe les activités de La Nouvelle-Orléans. Opposé à la sécession, il refuse de servir dans l’armée confédérée. Quelque temps après, il quitte la ville et retourne à Paris, où il demeure le temps que la guerre civile se termine.
Son opposition à l’esclavagisme ainsi qu’à la guerre le rend impopulaire dans sa ville natale, et il ne peut en conséquence y pratiquer le droit. Toutes ses tentatives d’ouvrir un bureau de droit échouent, car les seules personnes qu’il y rencontre viennent pour parler d’échecs. Financièrement à l’aise grâce à sa famille, il passera le reste de sa vie dans l’oisiveté.
Malgré les demandes de ses admirateurs, il refuse de rejouer aux échecs car il ne considère pas cela comme une occupation sérieuse. En effet, à cette époque, le jeu d’échecs est une activité pour amateurs qui ne sied pas à des gentilshommes. Les joueurs professionnels dans les années 1860 étaient mal vus, plus comme des parieurs professionnels et autres joueurs peu recommandables. Ce n’est qu’à partir du XXe siècle que le jeu est devenu respecté, notamment avec la venue de Wilhelm Steinitz, par son travail scientifique du jeu, et d’Emanuel Lasker, qui exigeait des enjeux élevés lors des matches.

### Fin de vie (1870-1884)
Les dernières années de Paul Morphy sont tragiques. Déprimé, il passe son temps à déambuler dans le vieux carré français de la Nouvelle-Orléans, parlant avec des personnes invisibles. Il souffre également de délires de persécution et de paranoïa.
Paul Morphy meurt dans sa baignoire en 1884, à l’âge de 47 ans, des suites d’une attaque cérébrale. Il est enterré au cimetière Saint-Louis de La Nouvelle-Orléans.

## Style échiquéen
Aujourd’hui, de nombreux amateurs croient que Morphy était exceptionnellement habile en combinaison, car il excellait à sacrifier sa dame en échange d’une attaque irrésistible qui dévastait le camp opposé en quelques coups. Cela provient partiellement de plusieurs analyses de ses parties où sont mises en valeur ses manœuvres tactiques. Cependant, cela ne reflète pas son style dans la majorité de ses parties. Comparé à ceux de La Bourdonnais et de Adolf Anderssen, son style est plutôt conservateur.
Morphy est considéré comme le premier joueur d’échecs moderne. Quelques-unes de ses parties ont une apparence vieillotte, car il n’avait pas besoin des systèmes positionnels devenus en vogue chez les grands maîtres d’aujourd’hui, après les travaux de Staunton, Paulsen et Steinitz. Ses adversaires ne maîtrisant pas encore les positions ouvertes, il y recourait, ce qui lui permettait de les battre rapidement. Il jouait les parties ouvertes de façon quasi parfaite, mais il pouvait conduire d’autres types de partie avec succès, connaissant la plupart des principes modernes du jeu.
Morphy était un joueur capable d’évaluer de façon intuitive la meilleure ligne et, pour cette raison, il a souvent été comparé à Capablanca. Comme ce dernier, il était un enfant prodige : il jouait rapidement et bien. Löwenthal et Anderssen ont remarqué plus tard qu’il était difficile à battre, car il savait se défendre et pouvait annuler ou gagner une partie même si sa position était mauvaise. D’un autre côté, il ne laissait passer aucune occasion de l'emporter s’il avait une position gagnante. Anderssen a affirmé que, face à Morphy, un joueur faisait mieux d’abandonner après un mauvais coup. Tentant d’expliquer ses mauvaises performances vis-à-vis de Morphy, Anderssen a affirmé : « Je gagne mes parties en 70 coups, alors que M. Morphy le fait en 20, ce qui est dans l’ordre des choses ».
Paul Morphy a d'ailleurs fait une citation fameuse à ce sujet : « Aidez vos pièces, elles vous aideront ! ».

## Postérité
Quelques GMI croient que Morphy est le plus grand joueur d’échecs ayant jamais vécu. D’autres ne sont pas d’accord, étant donné qu'il est impossible de comparer des joueurs de différentes époques, le jeu ayant nécessairement évolué au cours du temps,.

### Morphy, théoricien des échecs
La théorie aux échecs correspond à la « bonne façon » de jouer. Plutôt qu'un théoricien par ses écrits échiquéens, Morphy est un "théoricien par la pratique" : par la logique de ses parties, exemplaire pour les positions de leur type. En particulier, son expertise des positions ouvertes est à imiter .
De fait, avec les Blancs, Morphy jouait surtout 1. e4 et, avec les Noirs, il répondait usuellement à 1. e4 par 1...e5. Plusieurs lignes d'ouvertures lui sont dues. Ainsi, avec les Blancs, la variante Morphy du gambit du roi accepté (gambit du Fou) est :  1. e4 e5 2. f4 exf4 3. Fc4 d5 4. Fxd5 Cf6. La variante Morphy du gambit Evans est : 1. e4 e5 2. Cf3 Cc6 3. Fc4 Fc5 4. b4 Fxb4. 5. c3 Fc5 6. d4 exd4 7. cxd4 Fb6 8. 0-0 d6 9. Cc3.
Avec les Noirs, dans la défense des deux cavaliers, la ligne 5.. Ca5, qui est la variante « Morphy-Polerio », est considérée comme la ligne principale. Surtout, dans la partie espagnole, le coup 3...a6, que Morphy ne joua qu'une poignée de fois avec les pièces noires , mais alors que la défense berlinoise tenait le haut du pavé, donne aux noirs une grande flexibilité.
Garry Kasparov a postulé que le mérite historique de Morphy réside dans sa prise de conscience de la pertinence de trois principes qui seraient vitaux dans l'analyse ultérieure du jeu : le développement rapide, le contrôle du centre et celui des lignes ouvertes. Kasparov a soutenu que Morphy peut être considéré comme « l'ancêtre des échecs modernes ». Les champions du monde Kasparov, Viswanathan Anand, Max Euwe et Reuben Fine ont déclaré que le jeu de Morphy était bien en avance sur son temps.
L'Ère romantique des échecs atteignit son apogée au milieu du XIXe siècle avec le jeu à la fois solide et combinatoire de Morphy, alors que ses contemporains lançaient des attaques prématurées. Aux échecs, cette ère romantique, celle de l'imagination débridée, précéda l'ère classique, celle du rationalisme, au cours de laquelle Wilhelm Steinitz "théorisa" le jeu positionnel de Morphy.

### Problème d'échecs
|   | a | b | c | d | e | f | g | h |   |
| 8 | Roi blanc sur case noire f8 · Fou noir sur case blanche g8 · Roi noir sur case noire h8 · Pion noir sur case noire g7 · Pion noir sur case blanche h7 · Pion blanc sur case blanche g6 · Tour blanche sur case blanche h1 | Roi blanc sur case noire f8 · Fou noir sur case blanche g8 · Roi noir sur case noire h8 · Pion noir sur case noire g7 · Pion noir sur case blanche h7 · Pion blanc sur case blanche g6 · Tour blanche sur case blanche h1 | Roi blanc sur case noire f8 · Fou noir sur case blanche g8 · Roi noir sur case noire h8 · Pion noir sur case noire g7 · Pion noir sur case blanche h7 · Pion blanc sur case blanche g6 · Tour blanche sur case blanche h1 | Roi blanc sur case noire f8 · Fou noir sur case blanche g8 · Roi noir sur case noire h8 · Pion noir sur case noire g7 · Pion noir sur case blanche h7 · Pion blanc sur case blanche g6 · Tour blanche sur case blanche h1 | Roi blanc sur case noire f8 · Fou noir sur case blanche g8 · Roi noir sur case noire h8 · Pion noir sur case noire g7 · Pion noir sur case blanche h7 · Pion blanc sur case blanche g6 · Tour blanche sur case blanche h1 | Roi blanc sur case noire f8 · Fou noir sur case blanche g8 · Roi noir sur case noire h8 · Pion noir sur case noire g7 · Pion noir sur case blanche h7 · Pion blanc sur case blanche g6 · Tour blanche sur case blanche h1 | Roi blanc sur case noire f8 · Fou noir sur case blanche g8 · Roi noir sur case noire h8 · Pion noir sur case noire g7 · Pion noir sur case blanche h7 · Pion blanc sur case blanche g6 · Tour blanche sur case blanche h1 | Roi blanc sur case noire f8 · Fou noir sur case blanche g8 · Roi noir sur case noire h8 · Pion noir sur case noire g7 · Pion noir sur case blanche h7 · Pion blanc sur case blanche g6 · Tour blanche sur case blanche h1 | 8 |
| 7 | Roi blanc sur case noire f8 · Fou noir sur case blanche g8 · Roi noir sur case noire h8 · Pion noir sur case noire g7 · Pion noir sur case blanche h7 · Pion blanc sur case blanche g6 · Tour blanche sur case blanche h1 | Roi blanc sur case noire f8 · Fou noir sur case blanche g8 · Roi noir sur case noire h8 · Pion noir sur case noire g7 · Pion noir sur case blanche h7 · Pion blanc sur case blanche g6 · Tour blanche sur case blanche h1 | Roi blanc sur case noire f8 · Fou noir sur case blanche g8 · Roi noir sur case noire h8 · Pion noir sur case noire g7 · Pion noir sur case blanche h7 · Pion blanc sur case blanche g6 · Tour blanche sur case blanche h1 | Roi blanc sur case noire f8 · Fou noir sur case blanche g8 · Roi noir sur case noire h8 · Pion noir sur case noire g7 · Pion noir sur case blanche h7 · Pion blanc sur case blanche g6 · Tour blanche sur case blanche h1 | Roi blanc sur case noire f8 · Fou noir sur case blanche g8 · Roi noir sur case noire h8 · Pion noir sur case noire g7 · Pion noir sur case blanche h7 · Pion blanc sur case blanche g6 · Tour blanche sur case blanche h1 | Roi blanc sur case noire f8 · Fou noir sur case blanche g8 · Roi noir sur case noire h8 · Pion noir sur case noire g7 · Pion noir sur case blanche h7 · Pion blanc sur case blanche g6 · Tour blanche sur case blanche h1 | Roi blanc sur case noire f8 · Fou noir sur case blanche g8 · Roi noir sur case noire h8 · Pion noir sur case noire g7 · Pion noir sur case blanche h7 · Pion blanc sur case blanche g6 · Tour blanche sur case blanche h1 | Roi blanc sur case noire f8 · Fou noir sur case blanche g8 · Roi noir sur case noire h8 · Pion noir sur case noire g7 · Pion noir sur case blanche h7 · Pion blanc sur case blanche g6 · Tour blanche sur case blanche h1 | 7 |
| 6 | Roi blanc sur case noire f8 · Fou noir sur case blanche g8 · Roi noir sur case noire h8 · Pion noir sur case noire g7 · Pion noir sur case blanche h7 · Pion blanc sur case blanche g6 · Tour blanche sur case blanche h1 | Roi blanc sur case noire f8 · Fou noir sur case blanche g8 · Roi noir sur case noire h8 · Pion noir sur case noire g7 · Pion noir sur case blanche h7 · Pion blanc sur case blanche g6 · Tour blanche sur case blanche h1 | Roi blanc sur case noire f8 · Fou noir sur case blanche g8 · Roi noir sur case noire h8 · Pion noir sur case noire g7 · Pion noir sur case blanche h7 · Pion blanc sur case blanche g6 · Tour blanche sur case blanche h1 | Roi blanc sur case noire f8 · Fou noir sur case blanche g8 · Roi noir sur case noire h8 · Pion noir sur case noire g7 · Pion noir sur case blanche h7 · Pion blanc sur case blanche g6 · Tour blanche sur case blanche h1 | Roi blanc sur case noire f8 · Fou noir sur case blanche g8 · Roi noir sur case noire h8 · Pion noir sur case noire g7 · Pion noir sur case blanche h7 · Pion blanc sur case blanche g6 · Tour blanche sur case blanche h1 | Roi blanc sur case noire f8 · Fou noir sur case blanche g8 · Roi noir sur case noire h8 · Pion noir sur case noire g7 · Pion noir sur case blanche h7 · Pion blanc sur case blanche g6 · Tour blanche sur case blanche h1 | Roi blanc sur case noire f8 · Fou noir sur case blanche g8 · Roi noir sur case noire h8 · Pion noir sur case noire g7 · Pion noir sur case blanche h7 · Pion blanc sur case blanche g6 · Tour blanche sur case blanche h1 | Roi blanc sur case noire f8 · Fou noir sur case blanche g8 · Roi noir sur case noire h8 · Pion noir sur case noire g7 · Pion noir sur case blanche h7 · Pion blanc sur case blanche g6 · Tour blanche sur case blanche h1 | 6 |
| 5 | Roi blanc sur case noire f8 · Fou noir sur case blanche g8 · Roi noir sur case noire h8 · Pion noir sur case noire g7 · Pion noir sur case blanche h7 · Pion blanc sur case blanche g6 · Tour blanche sur case blanche h1 | Roi blanc sur case noire f8 · Fou noir sur case blanche g8 · Roi noir sur case noire h8 · Pion noir sur case noire g7 · Pion noir sur case blanche h7 · Pion blanc sur case blanche g6 · Tour blanche sur case blanche h1 | Roi blanc sur case noire f8 · Fou noir sur case blanche g8 · Roi noir sur case noire h8 · Pion noir sur case noire g7 · Pion noir sur case blanche h7 · Pion blanc sur case blanche g6 · Tour blanche sur case blanche h1 | Roi blanc sur case noire f8 · Fou noir sur case blanche g8 · Roi noir sur case noire h8 · Pion noir sur case noire g7 · Pion noir sur case blanche h7 · Pion blanc sur case blanche g6 · Tour blanche sur case blanche h1 | Roi blanc sur case noire f8 · Fou noir sur case blanche g8 · Roi noir sur case noire h8 · Pion noir sur case noire g7 · Pion noir sur case blanche h7 · Pion blanc sur case blanche g6 · Tour blanche sur case blanche h1 | Roi blanc sur case noire f8 · Fou noir sur case blanche g8 · Roi noir sur case noire h8 · Pion noir sur case noire g7 · Pion noir sur case blanche h7 · Pion blanc sur case blanche g6 · Tour blanche sur case blanche h1 | Roi blanc sur case noire f8 · Fou noir sur case blanche g8 · Roi noir sur case noire h8 · Pion noir sur case noire g7 · Pion noir sur case blanche h7 · Pion blanc sur case blanche g6 · Tour blanche sur case blanche h1 | Roi blanc sur case noire f8 · Fou noir sur case blanche g8 · Roi noir sur case noire h8 · Pion noir sur case noire g7 · Pion noir sur case blanche h7 · Pion blanc sur case blanche g6 · Tour blanche sur case blanche h1 | 5 |
| 4 | Roi blanc sur case noire f8 · Fou noir sur case blanche g8 · Roi noir sur case noire h8 · Pion noir sur case noire g7 · Pion noir sur case blanche h7 · Pion blanc sur case blanche g6 · Tour blanche sur case blanche h1 | Roi blanc sur case noire f8 · Fou noir sur case blanche g8 · Roi noir sur case noire h8 · Pion noir sur case noire g7 · Pion noir sur case blanche h7 · Pion blanc sur case blanche g6 · Tour blanche sur case blanche h1 | Roi blanc sur case noire f8 · Fou noir sur case blanche g8 · Roi noir sur case noire h8 · Pion noir sur case noire g7 · Pion noir sur case blanche h7 · Pion blanc sur case blanche g6 · Tour blanche sur case blanche h1 | Roi blanc sur case noire f8 · Fou noir sur case blanche g8 · Roi noir sur case noire h8 · Pion noir sur case noire g7 · Pion noir sur case blanche h7 · Pion blanc sur case blanche g6 · Tour blanche sur case blanche h1 | Roi blanc sur case noire f8 · Fou noir sur case blanche g8 · Roi noir sur case noire h8 · Pion noir sur case noire g7 · Pion noir sur case blanche h7 · Pion blanc sur case blanche g6 · Tour blanche sur case blanche h1 | Roi blanc sur case noire f8 · Fou noir sur case blanche g8 · Roi noir sur case noire h8 · Pion noir sur case noire g7 · Pion noir sur case blanche h7 · Pion blanc sur case blanche g6 · Tour blanche sur case blanche h1 | Roi blanc sur case noire f8 · Fou noir sur case blanche g8 · Roi noir sur case noire h8 · Pion noir sur case noire g7 · Pion noir sur case blanche h7 · Pion blanc sur case blanche g6 · Tour blanche sur case blanche h1 | Roi blanc sur case noire f8 · Fou noir sur case blanche g8 · Roi noir sur case noire h8 · Pion noir sur case noire g7 · Pion noir sur case blanche h7 · Pion blanc sur case blanche g6 · Tour blanche sur case blanche h1 | 4 |
| 3 | Roi blanc sur case noire f8 · Fou noir sur case blanche g8 · Roi noir sur case noire h8 · Pion noir sur case noire g7 · Pion noir sur case blanche h7 · Pion blanc sur case blanche g6 · Tour blanche sur case blanche h1 | Roi blanc sur case noire f8 · Fou noir sur case blanche g8 · Roi noir sur case noire h8 · Pion noir sur case noire g7 · Pion noir sur case blanche h7 · Pion blanc sur case blanche g6 · Tour blanche sur case blanche h1 | Roi blanc sur case noire f8 · Fou noir sur case blanche g8 · Roi noir sur case noire h8 · Pion noir sur case noire g7 · Pion noir sur case blanche h7 · Pion blanc sur case blanche g6 · Tour blanche sur case blanche h1 | Roi blanc sur case noire f8 · Fou noir sur case blanche g8 · Roi noir sur case noire h8 · Pion noir sur case noire g7 · Pion noir sur case blanche h7 · Pion blanc sur case blanche g6 · Tour blanche sur case blanche h1 | Roi blanc sur case noire f8 · Fou noir sur case blanche g8 · Roi noir sur case noire h8 · Pion noir sur case noire g7 · Pion noir sur case blanche h7 · Pion blanc sur case blanche g6 · Tour blanche sur case blanche h1 | Roi blanc sur case noire f8 · Fou noir sur case blanche g8 · Roi noir sur case noire h8 · Pion noir sur case noire g7 · Pion noir sur case blanche h7 · Pion blanc sur case blanche g6 · Tour blanche sur case blanche h1 | Roi blanc sur case noire f8 · Fou noir sur case blanche g8 · Roi noir sur case noire h8 · Pion noir sur case noire g7 · Pion noir sur case blanche h7 · Pion blanc sur case blanche g6 · Tour blanche sur case blanche h1 | Roi blanc sur case noire f8 · Fou noir sur case blanche g8 · Roi noir sur case noire h8 · Pion noir sur case noire g7 · Pion noir sur case blanche h7 · Pion blanc sur case blanche g6 · Tour blanche sur case blanche h1 | 3 |
| 2 | Roi blanc sur case noire f8 · Fou noir sur case blanche g8 · Roi noir sur case noire h8 · Pion noir sur case noire g7 · Pion noir sur case blanche h7 · Pion blanc sur case blanche g6 · Tour blanche sur case blanche h1 | Roi blanc sur case noire f8 · Fou noir sur case blanche g8 · Roi noir sur case noire h8 · Pion noir sur case noire g7 · Pion noir sur case blanche h7 · Pion blanc sur case blanche g6 · Tour blanche sur case blanche h1 | Roi blanc sur case noire f8 · Fou noir sur case blanche g8 · Roi noir sur case noire h8 · Pion noir sur case noire g7 · Pion noir sur case blanche h7 · Pion blanc sur case blanche g6 · Tour blanche sur case blanche h1 | Roi blanc sur case noire f8 · Fou noir sur case blanche g8 · Roi noir sur case noire h8 · Pion noir sur case noire g7 · Pion noir sur case blanche h7 · Pion blanc sur case blanche g6 · Tour blanche sur case blanche h1 | Roi blanc sur case noire f8 · Fou noir sur case blanche g8 · Roi noir sur case noire h8 · Pion noir sur case noire g7 · Pion noir sur case blanche h7 · Pion blanc sur case blanche g6 · Tour blanche sur case blanche h1 | Roi blanc sur case noire f8 · Fou noir sur case blanche g8 · Roi noir sur case noire h8 · Pion noir sur case noire g7 · Pion noir sur case blanche h7 · Pion blanc sur case blanche g6 · Tour blanche sur case blanche h1 | Roi blanc sur case noire f8 · Fou noir sur case blanche g8 · Roi noir sur case noire h8 · Pion noir sur case noire g7 · Pion noir sur case blanche h7 · Pion blanc sur case blanche g6 · Tour blanche sur case blanche h1 | Roi blanc sur case noire f8 · Fou noir sur case blanche g8 · Roi noir sur case noire h8 · Pion noir sur case noire g7 · Pion noir sur case blanche h7 · Pion blanc sur case blanche g6 · Tour blanche sur case blanche h1 | 2 |
| 1 | Roi blanc sur case noire f8 · Fou noir sur case blanche g8 · Roi noir sur case noire h8 · Pion noir sur case noire g7 · Pion noir sur case blanche h7 · Pion blanc sur case blanche g6 · Tour blanche sur case blanche h1 | Roi blanc sur case noire f8 · Fou noir sur case blanche g8 · Roi noir sur case noire h8 · Pion noir sur case noire g7 · Pion noir sur case blanche h7 · Pion blanc sur case blanche g6 · Tour blanche sur case blanche h1 | Roi blanc sur case noire f8 · Fou noir sur case blanche g8 · Roi noir sur case noire h8 · Pion noir sur case noire g7 · Pion noir sur case blanche h7 · Pion blanc sur case blanche g6 · Tour blanche sur case blanche h1 | Roi blanc sur case noire f8 · Fou noir sur case blanche g8 · Roi noir sur case noire h8 · Pion noir sur case noire g7 · Pion noir sur case blanche h7 · Pion blanc sur case blanche g6 · Tour blanche sur case blanche h1 | Roi blanc sur case noire f8 · Fou noir sur case blanche g8 · Roi noir sur case noire h8 · Pion noir sur case noire g7 · Pion noir sur case blanche h7 · Pion blanc sur case blanche g6 · Tour blanche sur case blanche h1 | Roi blanc sur case noire f8 · Fou noir sur case blanche g8 · Roi noir sur case noire h8 · Pion noir sur case noire g7 · Pion noir sur case blanche h7 · Pion blanc sur case blanche g6 · Tour blanche sur case blanche h1 | Roi blanc sur case noire f8 · Fou noir sur case blanche g8 · Roi noir sur case noire h8 · Pion noir sur case noire g7 · Pion noir sur case blanche h7 · Pion blanc sur case blanche g6 · Tour blanche sur case blanche h1 | Roi blanc sur case noire f8 · Fou noir sur case blanche g8 · Roi noir sur case noire h8 · Pion noir sur case noire g7 · Pion noir sur case blanche h7 · Pion blanc sur case blanche g6 · Tour blanche sur case blanche h1 | 1 |
|   | a | b | c | d | e | f | g | h |   |

On ne connaît qu'un problème d'échecs attribué à Paul Morphy. Les Blancs y jouent et font mat en deux coups.

### Quelques parties remarquables
- (en) John Schulten c. Paul Morphy, Nouvelle-Orléans 1857, Gambit du Roi, Gambit du Fou, 0-1

Cette partie contre John Schulten est citée en premier par Emanuel Lasker dans son livre Le bon sens aux échecs (Petite Bibliothèque Payot, 1994,  (ISBN 2-228-88757-9)) dans les chapitres (7 et 8) sur l'attaque.
- (en) Louis Paulsen c. Paul Morphy, New York 1857, Partie des quatre cavaliers, 0-1

Le sacrifice de la dame transforme la pression positionnelle de Morphy en attaque décisive contre le roi de Louis Paulsen.
- (en) Paul Morphy c. Duc de Brunswick et comte Isouard, Paris 1858, Défense Philidor, 1-0

La fameuse Partie de l'opéra, une partie amicale de Morphy contre des joueurs inexpérimentés est l’une de ses plus célèbres parties ; elle montre son talent d’attaque qui se déploie de façon claire et belle[non neutre]. Cette partie sert souvent d’exemple pour démontrer comment utiliser son temps pour développer ses pièces et menacer l'adversaire.
- (en) Paul Morphy c. Adolf Anderssen, Paris 1858, Gambit du roi accepté, 1-0

Morphy aimait les positions ouvertes. Dans cette « partie amicale » contre le précédent « champion du monde » officieux, Morphy démontre sa science. Dans celle-ci, il reprend l'ouverture que lui a joué un adversaire précédent, avec les couleurs inversées, Anderssen n'ayant pas eu le temps d'étudier les ouvertures ; mais c'est sur le plan combinatoire qu’Andersen se révèle réellement inférieur.